# Ларби, Камель
Камель Ларби (араб. كامل العربي‎; род. 5 марта 1976) — алжирский дзюдоист, представитель тяжёлой весовой категории. Выступал за национальную сборную Алжира по дзюдо в середине 1990-х годов, трёхкратный чемпион Африки, победитель и призёр многих турниров национального и международного значения, участник летних Олимпийских игр в Атланте. В 2007 году также представлял сборную Канады.

## Биография
Камель Ларби родился 5 марта 1976 года.
Дебютировал на взрослом международном уровне в сезоне 1995 года, когда вошёл в основной состав алжирской национальной сборной и выступил на Кубке мира в Праге, где один поединок выиграл и два поединка проиграл.
В 1996 году тяжёлой весовой категории выиграл бронзовую медаль на юниорском чемпионате мира в Порту, одержал победу на чемпионате Африки в ЮАР и прошёл отбор на летние Олимпийские игры в Атланте. На Играх уже в стартовом поединке категории до 95 кг потерпел поражение от австрийца Эрика Кригера и сразу же выбыл из борьбы за медали.
После атлантской Олимпиады Ларби ещё в течение некоторого времени оставался в составе дзюдоистской команды Алжира и продолжал принимать участие в крупнейших международных турнирах. Так, в 1997 году на чемпионате Африки в Касабланке он дважды поднимался на верхнюю ступень пьедестала почёта, стал лучшим в тяжёлом и абсолютном весах.
В 2007 году победил на чемпионате Канады и отметился выступлением за канадскую национальную сборную на панамериканском чемпионате в Монреале, где занял итоговое пятое место.